# Debrene (Dobritsj)
Debrene (Bulgaars: Дебрене) is een dorp in de Bulgaarse gemeente Dobritsjka, oblast Dobritsj. Het dorp ligt 20 km ten zuiden van de regionale hoofdstad Dobritsj, 28 km ten noordwesten van Varna en 376 km ten noordoosten van Sofia.

## Bevolking
In de eerste volkstelling van 1934 telde het dorp 696 inwoners. Dit aantal nam toe tot een hoogtepunt van 742 inwoners in 1946. Sindsdien neemt het inwonersaantal in een drastische tempo af. Op 31 december 2019 telde het dorp 90 inwoners.
Van de 92 inwoners reageerden er 81 op de optionele volkstelling van 2011. Zo’n 72 personen identificeerden zichzelf als etnische Bulgaren (88,9%) en 9 personen identificeerden zichzelf als Roma (11,1%).
| Etnische samenstelling van de respondenten (2011) | Etnische samenstelling van de respondenten (2011) | Etnische samenstelling van de respondenten (2011) | Etnische samenstelling van de respondenten (2011) | Etnische samenstelling van de respondenten (2011) |
| ------------------------------------------------- | ------------------------------------------------- | ------------------------------------------------- | ------------------------------------------------- | ------------------------------------------------- |
|                                                   |                                                   |                                                   |                                                   |                                                   |
| Bulgaren                                          | Bulgaren                                          |                                                   | 88,9%                                             | 88,9%                                             |
| Turken                                            | Turken                                            |                                                   | 0,0%                                              | 0,0%                                              |
| Roma                                              | Roma                                              |                                                   | 11,1%                                             | 11,1%                                             |
| Anders/Onbekend                                   | Anders/Onbekend                                   |                                                   | 0,0%                                              | 0,0%                                              |

Het dorp heeft een sterk verouderde bevolking. In februari 2011 telde het dorp 92 inwoners, waarvan 9 tussen de 0-14 jaar oud (5%), 51 inwoners tussen de 15-64 jaar (55%) en 36 inwoners van 65 jaar of ouder (39%).